# Barra do Bugres
Barra do Bugres – miasto i gmina w Brazylii, w stanie Mato Grosso.